# Coronatomyces
Coronatomyces är ett släkte av svampar. Coronatomyces ingår i familjen Sordariaceae, ordningen Sordariales, klassen Sordariomycetes, divisionen sporsäcksvampar och riket svampar.
|               | Neurospora                               |
|               |                                          |
|               | Sordaria                                 |
|               |                                          |
|               | Gelasinospora                            |
|               |                                          |
| Coronatomyces | \| \| Coronatomyces cubensis \| \| \| \| |
|               | \| \| Coronatomyces cubensis \| \| \| \| |
|               | Pseudoneurospora                         |
|               |                                          |
|               | Copromyces                               |
|               |                                          |
|               | Boothiella                               |
|               |                                          |
|               | Chrysonilia                              |
|               |                                          |
|               | Coronatomyces cubensis                   |
|               |                                          |

|  | Coronatomyces cubensis |
|  |                        |